# Gila alvordensis
Gila alvordensis är en fiskart som beskrevs av Hubbs och Miller 1972. Gila alvordensis ingår i släktet Gila och familjen karpfiskar. Inga underarter finns listade i Catalogue of Life.